# Zhao Xue
Zhao Xue, chiń. 赵雪 (ur. 6 kwietnia 1985 w Jinan) – chińska szachistka, od 2008 r. posiadaczka męskiego tytułu arcymistrza (GM).

## Kariera szachowa
Jest trzykrotną złotą medalistką mistrzostw świata juniorek: z Cannes (1997, w kategorii do lat 12), Oropesa del Mar (1999, do lat 14) oraz Goa (2002, do lat 20). W latach 2004–2012 pięciokrotnie wystąpiła w pucharowych turniejach o mistrzostwo świata, najlepszy wynik uzyskując w 2010 r. w Antiochii, gdzie awansowała do półfinału (w którym uległa Ruan Lufei).
W 2000 r. zwyciężyła w cyklicznym turnieju First Saturday (FS 07 IM-A) w Budapeszcie. W 2003 r. zajęła I m. w Cannes (wygrywając wszystkie 9 partii), natomiast w 2005 r. podzieliła I m. w mistrzostwach Chin. W 2007 r. odniosła znaczny sukces, dzieląc I m. (wraz z Zhu Chen) w turnieju North Urals Cup w Krasnoturińsku, triumfowała również w Bad Homburg vor der Höhe. W 2009 r. zdobyła tytuł wicemistrzyni Chin (za Shen Yang), sukces ten powtarzając w 2011 roku. W 2011 r. zwyciężyła w rozegranym w Nalczyku turnieju z cyklu Grand Prix 2011–2012, pokonując następną w tabeli Ju Wenjun aż o 2½ pkt (uzyskany wynik rankingowy: 2828 pkt). W 2013 r. zwyciężyła w klasyfikacji kobiet festiwalu Gibraltar Chess Festival. W 2013 r. zdobyła dwa złote medale letniej uniwersjady w Kazaniu (indywidualnie oraz w klasyfikacji drużynowej). W 2015 r. zwyciężyła w turnieju New Zealand Open w Devonport.
Wielokrotnie reprezentowała Chiny w rozgrywkach drużynowych, m.in.:
- siedmiokrotnie na olimpiadach szachowych (w latach 2002, 2004, 2006, 2008, 2010, 2012, 2014); dwunastokrotna medalistka: wspólnie z drużyną – dwukrotnie złota (2002, 2004), trzykrotnie srebrna (2010, 2012, 2014) i brązowa (2006) oraz indywidualnie – pięciokrotnie złota (2002 – na za wynik rankingowy, 2002 – na IV szachownicy, 2004 – na III szachownicy, 2006 – za wynik rankingowy, 2012 – na II szachownicy) i brązowa (2004 – za wynik rankingowy)[9],
- na igrzyskach azjatyckich (w roku 2006); dwukrotna srebrna medalistka: zarówno indywidualnie, jak i drużynowo[10],
- trzykrotnie na drużynowych mistrzostwach świata (w latach 2007, 2009, 2011); pięciokrotna medalistka: wspólnie z drużyną – trzykrotnie złota (2007, 2009, 2011) oraz indywidualnie – dwukrotnie złota (2007 – na I szachownicy, 2011 – na III szachownicy)[11],
- trzykrotnie na drużynowych mistrzostwach Azji (w latach 1999, 2008, 2012); pięciokrotna medalistka: wspólnie z drużyną – dwukrotnie złota (2008, 2012) i srebrna (1999) oraz indywidualnie – dwukrotnie złota (2008 – na I szachownicy, 2012 – na I szachownicy)[12].

Najwyższy ranking w dotychczasowej karierze osiągnęła 1 września 2013 r., z wynikiem 2579 punktów zajmowała wówczas 5. miejsce na światowej liście FIDE, jednocześnie zajmując 2. miejsce (za Hou Yifan) wśród chińskich szachistek.